# Domien Loubry
Domien Loubry (Anversa, 3 marzo 1985) è un cestista belga.
Alto 185 cm, gioca come playmaker nel Kang.s Mechelen dal 2020.

## Carriera
In campo internazionale, con la squadra di club del Brussels ha tre partecipazioni nella FIBA Europe Cup (2016-17, 2017-18 e 2019-20) ed una nella fase preliminare alla Basketball Champions League 2017-2018.
Con il Belgio ha disputato tre gare per le qualificazioni al Campionato europeo maschile di pallacanestro 2009.

## Statistiche

### Cronologia presenze e punti in Nazionale
| Cronologia completa delle presenze e dei punti in Nazionale - Belgio | Cronologia completa delle presenze e dei punti in Nazionale - Belgio | Cronologia completa delle presenze e dei punti in Nazionale - Belgio | Cronologia completa delle presenze e dei punti in Nazionale - Belgio | Cronologia completa delle presenze e dei punti in Nazionale - Belgio | Cronologia completa delle presenze e dei punti in Nazionale - Belgio | Cronologia completa delle presenze e dei punti in Nazionale - Belgio | Cronologia completa delle presenze e dei punti in Nazionale - Belgio |
| Data                                                                 | Città                                                                | In casa                                                              | Risultato                                                            | Ospiti                                                               | Competizione                                                         | Punti                                                                | Note                                                                 |
| -------------------------------------------------------------------- | -------------------------------------------------------------------- | -------------------------------------------------------------------- | -------------------------------------------------------------------- | -------------------------------------------------------------------- | -------------------------------------------------------------------- | -------------------------------------------------------------------- | -------------------------------------------------------------------- |
| 17-9-2008                                                            | Istanbul                                                             | Turchia                                                              | 80 - 64                                                              | Belgio                                                               | Qual. Euro 2009                                                      | 3                                                                    | [ 6 ]                                                                |
| 20-9-2008                                                            | Yuzhne                                                               | Ucraina                                                              | 58 - 76                                                              | Belgio                                                               | Qual. Euro 2009                                                      | 7                                                                    | [ 7 ]                                                                |
| 20-8-2009                                                            | Coimbra                                                              | Portogallo                                                           | 58 - 60                                                              | Belgio                                                               | Qual. Euro 2009                                                      | 0                                                                    | [ 8 ]                                                                |
| Totale                                                               |                                                                      | Presenze                                                             | 3                                                                    |                                                                      | Punti                                                                | 10                                                                   |                                                                      |